# Delphinella polyspora
Delphinella polyspora är en svampart som först beskrevs av Carl Johan Johanson, och fick sitt nu gällande namn av E. Müll. 1962. Delphinella polyspora ingår i släktet Delphinella, ordningen Dothideales, klassen Dothideomycetes, divisionen sporsäcksvampar och riket svampar.   Inga underarter finns listade i Catalogue of Life.
I den svenska databasen Dyntaxa används istället namnet Mycosphaerella polyspora för samma taxon.  Arten är reproducerande i Sverige.